# Bite Me (альбом)
Bite Me — второй студийный альбом американской певицы и актрисы Рене Рэпп. Вышел 1 августа 2025 года на лейбле Interscope Records. Он следует за её дебютным альбомом Snow Angel (2023) и сопровождается выпуском синглов «Leave Me Alone», «Mad» и «Why Is She Still Here?».
В коммерческом плане альбом занял первое место в чартах Нидерландов, Шотландии и Великобритании, а также вошёл в десятку лучших в Австралии, Австрии, Бельгии, Германии, Новой Зеландии и США. После выхода Bite Me получил неоднозначные отзывы критиков: некоторые отметили использование Рэпп сексуальности в музыке и её текстах, в то время как другие отметили отсутствие направленности альбома, найдя его непоследовательным. В поддержку альбома она отправится в тур Bite Me, который начнётся 23 сентября 2025 года.

## История
В 2022 году Рене Рэпп подписала контракт со звукозаписывающей компанией Interscope Records. По условиям контракта она выпустила мини-альбом Everything to Everyone (2022) и свой дебютный альбом Snow Angel (2023). В поддержку Snow Angel Рэпп отправилась в тур осенью 2023 года, при участии её коллег Alexander 23 и Towa Bird в качестве разогревающих артистов. В следующем году она снялась в музыкальной адаптации фильма 2004 года «Дрянные девчонки» в роли Регины Джордж. В ответ на её выступление в фильме Рэпп была названа «настоящей звездой».

## Отзывы
| Совокупная оценка | Совокупная оценка |
| Источник          | Оценка            |
| ----------------- | ----------------- |
| AnyDecentMusic?   | 7.1/10            |
| Metacritic        | 79/100            |
| Оценки критиков   |                   |
| Источник          | Оценка            |
| AllMusic          | [ 10 ]            |
| Clash             | 7/10              |
| Dork              | 5/5               |
| Evening Standard  | [ 13 ]            |
| Financial Times   | [ 14 ]            |
| The Independent   | [ 15 ]            |
| The Irish Times   | [ 16 ]            |
| Pitchfork         | 6.4/10            |
| Rolling Stone     | [ 18 ]            |

Альбом получил положительные отзывы музыкальной критики и интернет-изданий. Однако, первые отзывы о Bite Me были в целом смешанными. Согласно агрегатору рецензий Metacritic, Bite Me получил «в целом положительные отзывы» на основе средневзвешенного балла 79 из 100, основанного на семи оценках критиков. AnyDecentMusic? дал альбому оценку 7,2 из 10 на основе десяти рецензий.
В целом, положительные отзывы хвалили Рэпп за темы альбома Bite Me. AllMusic отметил, что альбом показал её «принятие своей сексуальности и независимости», а также «необычную поп-харизму», демонстрируемую на протяжении всего альбома. В своей рецензии Dork назвал альбом «уроком непоколебимого поп-мастерства», отметив при этом, что, в отличие от Snow Angel (2023), Bite Me «чуть больше склоняется к хаосу». Роб Шеффилд из Rolling Stone похвалил изменения, которые Рэпп сделала, переходя от Snow Angel к Bite Me, назвав альбом «одним из самых восхитительных поп-выходов года» и отметив его отсылки к сексу, наркотикам и рок-н-роллу. Clash отметили «уязвимость и непокорность поп-музыки, пропитанную уверенностью, рождённой на Бродвее, эмоциональной откровенностью и острым остроумием, что выделяет её на уже переполненном поле» среди таких певиц, как Сабрина Карпентер, Билли Айлиш, Чаппелл Рон и Оливия Родриго.
The Independent, Spectrum Culture и The Times дали альбому четыре звезды из пяти; Хелен Браун из The Independent отметила «дерзкий дух» Рэпп и «головокружительное удовольствие, которое она вкладывает в свои откровенно квир-истории». Журналистка Spectrum Culture Алисса Ротунно отметила, что альбом заставляет Рэпп ещё больше приблизиться к образу поп-звезды, заявив: «Bite Me не стремится к безупречности. Они слишком заняты честностью». Ротунно также назвала «I Think I Like You Better When You’re Gone» жемчужиной альбома. Рок- и поп-критик Уилл Ходжкинсон из The Times назвал Рэпп «Джоан Джетт современной поп-музыки» и похвалил её за то, что она не политизирует свою сексуальную ориентацию. The Line of Best Fit дал альбому оценку семь из десяти, отметив, что Рэпп «не собирается быть вежливой». Pitchfork назвал его одним из восьми альбомов, которые стоит послушать в течение недели релиза. Однако в своём обзоре сайт дал Bite Me оценку 6,4 из десяти, назвав Рэпп «вокальной мощью», но также отметив, что альбом «имеет тенденцию растрачивать её таланты впустую на самые сентиментальные баллады».
Многие рецензенты отмечали отсутствие у Рэпп направления и целеустремлённости. В своей рецензии для журнала Riff Magazine Джошуа Миллер считал, что альбом оставляет желать большего, и что он «в основном лает, а не кусается». Томас Х. Грин из The Arts Desk, Индиа Блок из Evening Standard, критик Financial Times Людовик Хантер-Тилни и Эд Пауэр из The Irish Times дали альбому три звезды из пяти. Грин похвалил лирическое содержание альбома (назвав его «дерзким» и «более основательным, чем у большинства исполнителей женской поп-музыки»), но отметил излишнюю лишённость. Блок похвалил Рэпп за то, что она не стала фильтровать музыку, но отметил, что альбом не «идеален». Хантер-Тилни считал, что Рэпп «порой ограничивается шаблонными структурами», в то же время полагая, что Рэпп слишком «беспокоится, чтобы не ошибиться». В своей рецензии Эд Пауэр охарактеризовал альбом как «так себе», отметив при этом, насколько непоследовательны песни. В своей рецензии Paste упомянул о движении альбома, посчитав, что он ведёт «в никуда», и назвал его «несфокусированным звучанием и расплывчатым видением».

## Список композиций
По данным буклета альбома.
| №                   | Название                                     | Автор(ы)                                                                           | Продюсеры                             | Длительность |
| ------------------- | -------------------------------------------- | ---------------------------------------------------------------------------------- | ------------------------------------- | ------------ |
| 1.                  | «Leave Me Alone»                             | Reneé Rapp Omer Fedi Julian Bunetta Alexander Glantz Steph Jones                   | Fedi Bunetta Alexander 23             | 2:21         |
| 2.                  | «Mad»                                        | Rapp Fedi Glantz Ali Tamposi                                                       | Fedi Carter Lang Solomonophonic       | 2:54         |
| 3.                  | «Why Is She Still Here?»                     | Rapp Fedi Bunetta Glantz Tamposi                                                   | Fedi Bunetta                          | 2:30         |
| 4.                  | «Sometimes»                                  | Rapp Fedi Ryan Tedder Glantz Tamposi                                               | Fedi Tedder Alexander 23 Emile Haynie | 3:03         |
| 5.                  | «Kiss It Kiss It»                            | Rapp Fedi Glantz Tamposi                                                           | Fedi Vaughn Oliver Alexander 23       | 2:52         |
| 6.                  | «Good Girl»                                  | Rapp Fedi Bunetta Glantz Tamposi                                                   | Fedi Bunetta                          | 3:12         |
| 7.                  | «I Can't Have You Around Me Anymore»         | Rapp Fedi Lang Caroline Ailin Tamposi                                              | Fedi Lang                             | 2:44         |
| 8.                  | «Shy»                                        | Rapp Fedi Mikky Ekko Tamposi Glantz                                                | Fedi Alexander 23                     | 3:12         |
| 9.                  | «At Least I'm Hot»                           | Rapp Fedi Towa Bird Glantz Tamposi Victoria Ryann Zaro Sarah Solovay Ido Zmishlany | Fedi Oliver                           | 2:34         |
| 10.                 | «I Think I Like You Better when You're Gone» | Rapp Fedi Ekko Glantz Tamposi                                                      | Fedi Henry Kwapis                     | 2:23         |
| 11.                 | «That's So Funny»                            | Rapp Glantz Luka Kloser Dan Nigro Tamposi                                          | Alexander 23                          | 2:49         |
| 12.                 | «You'd Like That Wouldn't You»               | Rapp Fedi Bunetta Ekko Glantz Tamposi                                              | Fedi Bunetta                          | 2:48         |
| Общая длительность: | Общая длительность:                          | Общая длительность:                                                                | Общая длительность:                   | 33:22        |

| №                   | Название                                            | Автор(ы)                                             | Длительность |
| ------------------- | --------------------------------------------------- | ---------------------------------------------------- | ------------ |
| 13.                 | «I Think I Like You Better when You're Gone» (live) | Rapp Fedi Ekko Glantz Tamposi                        | 2:31         |
| 14.                 | «Kiss It Kiss It» (live)                            | Rapp Fedi Glantz Tamposi                             | 3:01         |
| 15.                 | «Mad» (live)                                        | Rapp Fedi Glantz Tamposi                             | 3:13         |
| 16.                 | «At Least I'm Hot» (live)                           | Rapp Fedi Bird Glantz Tamposi Zaro Solovay Zmishlany | 2:47         |
| 17.                 | «Why Is She Still Here?» (live)                     | Rapp Fedi Bunetta Glantz Tamposi                     | 2:41         |
| Общая длительность: | Общая длительность:                                 | Общая длительность:                                  | 47:35        |

## Чарты
| Чарт (2025)                         | Высшая позиция |
| ----------------------------------- | -------------- |
| Австралия (ARIA)                    | 3              |
| Австрия (Ö3 Austria)                | 3              |
| Бельгия/Фландрия (Ultratop)         | 2              |
| Бельгия/Валлония (Ultratop)         | 7              |
| Канада (Canadian Albums, Billboard) | 14             |
| Нидерланды (Album Top 100)          | 1              |
| Франция (SNEP)                      | 40             |
| Германия (Offizielle Top 100)       | 4              |
| Ирландия (Irish Albums Chart)       | 13             |
| Новая Зеландия (RMNZ)               | 7              |
| Норвегия (IFPI Norge)               | 69             |
| Польша (ZPAV)                       | 71             |
| Португалия (AFP)                    | 21             |
| Шотландия (Scottish Albums Chart)   | 1              |
| Испания (PROMUSICAE)                | 34             |
| Швейцария (Schweizer Hitparade)     | 12             |
| Великобритания (UK Albums Chart)    | 1              |
| США (Billboard 200)                 | 3              |